# The Formation of Vegetable Mould through the Action of Worms

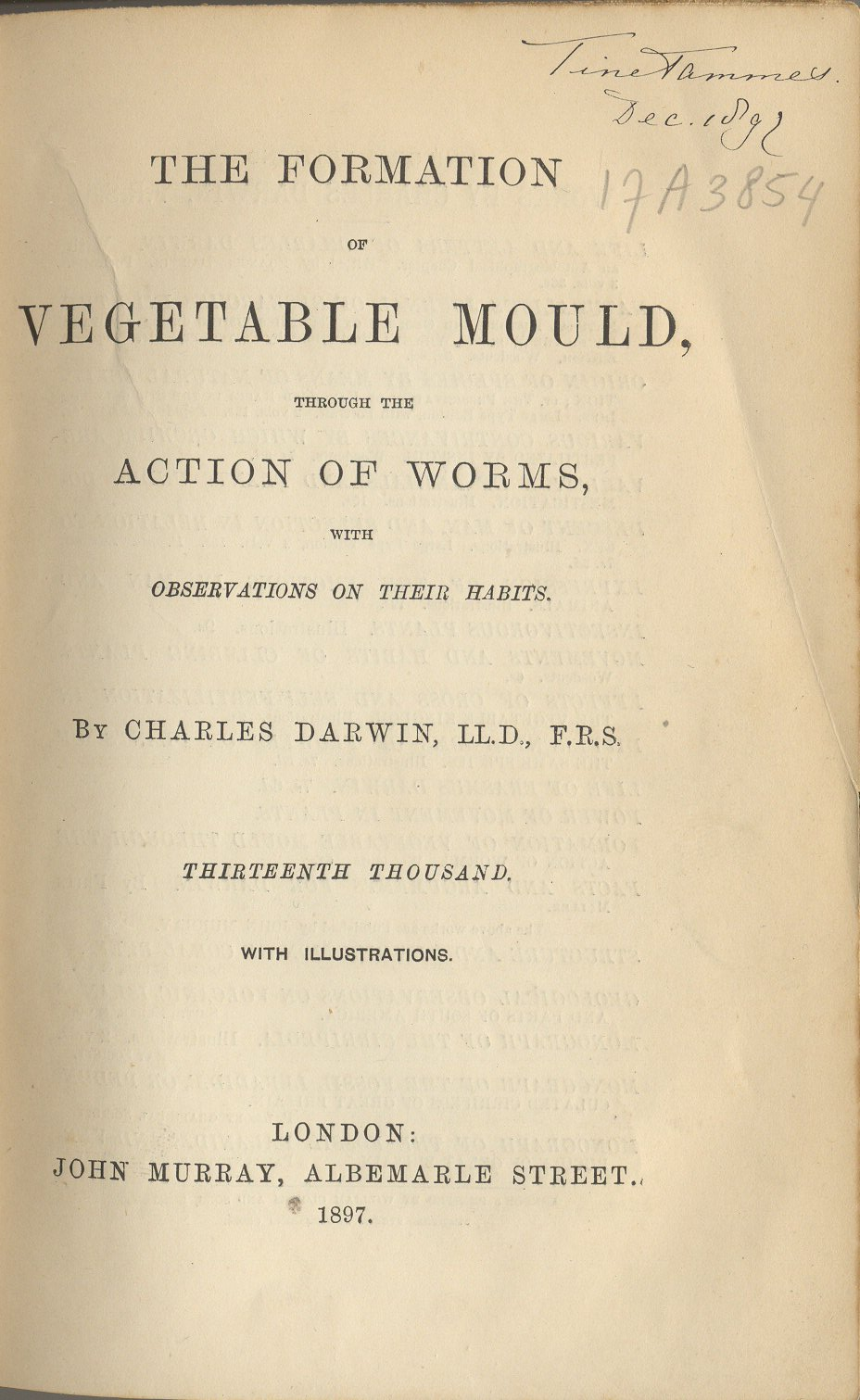
Het voorblad.

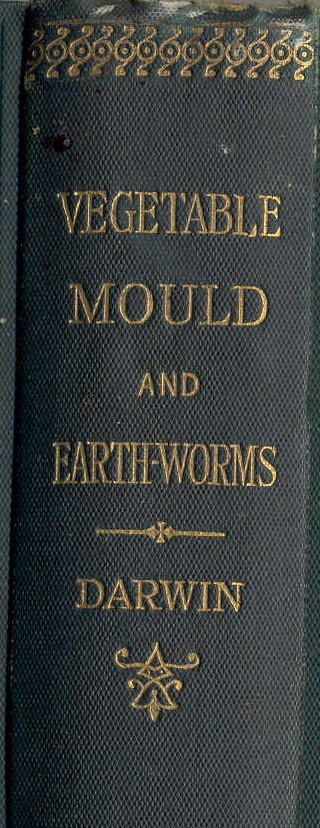
Het kaft.

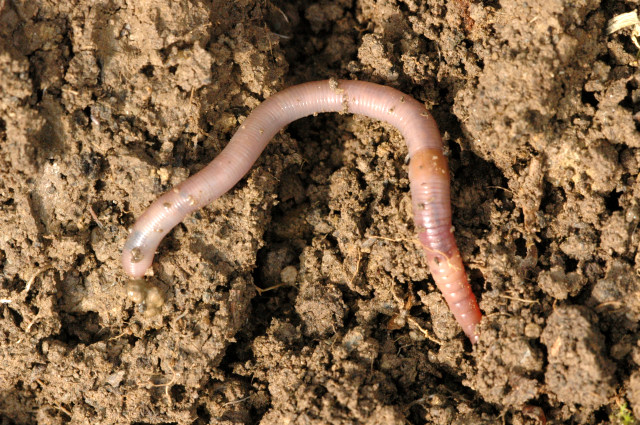
Het onderwerp van bestudering

The Formation of Vegetable Mould through the Action of Worms - with Observations on their Habits is een boek van Charles Darwin, gepubliceerd op 10 oktober 1881.
Het boek behandelt Darwins onderzoek naar het gedrag van regenwormen en de invloed van wormen op grond. Dit onderzoek was vooral om zijn methodologische technieken zijn tijd vooruit.

## Het onderzoek
Een deel van het boek gaat over een twaalftal onderzoeken op regenwormen, welke Darwin thuis en in zijn tuin uitvoerde. Zijn onderzoek wees uit dat regenwormen slechts konden waarnemen of het licht of donker is, dat ze doof zijn en nauwelijks iets ruiken. Hun tastzin is echter verfijnd. Bij zijn onderzoek legde hij bladeren en andere voorwerpen voor de holletjes van de wormen en legde vast wat de wormen hiermee deden.

## Nederlandse vertaling
- Charles Darwin, Humusvorming door wormen, met observaties over hun levenswijze, vert. Toon van der Ouderaa, 2019, ISBN 9789090326054